# فلينت (مسرح)
فلينت (مسرح) Flint (theatre) قاعة مسرح في وسط مدينة آمرسفورت بهولندا، تم بناؤه في عام 1977 على تصميم المهندس المعماري أونو غرينر. وتتضمن برامج فلينت الدراما، الموسيقى، ملهى وعروض الشباب.
إحترق المسرح في 25 نوفمبر 1990. (بلغ الضرر وقتها أكثر من عشرة ملايين خولده هولندي)، لم يستبعد الحرق العمد وقتها، إلا أن السبب ظل غير معروف. تم إعادة بناء فلينت في نفس الموقع في عام 1993.

## وصلات خارجية
الموقع الرسمي